# Laurals
Les laurals (laurales) són un ordre dins les plantes amb flors. Pren el nom del nom científic del llorer: Laurus. Aquest ordre no està recongut per tots els sistemes que inclouen aquestes plantes dins de l'ordre Magnoliales.

## taxonomia de l'ordreLaurales
- família Atherospermataceae
- família Calycanthaceae
- família Gomortegaceae
- família Hernandiaceae
- família Lauraceae
- família Monimiaceae
- família Siparunaceae

L'ordre inclou unes 2.500-2.800 espècies de 85-90 gèneres que són arbres o arbusts, la majoria tropicals o subtropicals; pocs gèneres es troben en climes temperats. S'ha trobat fòssils de lauràcees des del Cretaci i aquest origen tan antic pot explicar les morfologies tan diversificades que presenten.